# Nysson
Genre
Nysson est un genre d'insectes hyménoptères de la famille des crabronidés.
En Europe, selon Fauna Europaea (27 juillet 2016), il comprend les espèces suivantes :
- Nysson alicantinus
- Nysson bohemicus
- Nysson castellanus
- Nysson chevrieri
- Nysson dimidiatus
- Nysson dusmeti
- Nysson fraternus
- Nysson fulvipes
- Nysson ganglbaueri
- Nysson gerstaeckeri
- Nysson hrubanti
- Nysson ibericus
- Nysson interruptus
- Nysson kolazyi
- Nysson konowi
- Nysson lapillus
- Nysson laufferi
- Nysson maculosus
- Nysson miegi
- Nysson mimulus
- Nysson niger
- Nysson parietalis
- Nysson pratensis
- Nysson pusillus
- Nysson quadriguttatus
- Nysson roubali
- Nysson ruthenicus
- Nysson spinosus
- Nysson susterai
- Nysson tridens
- Nysson trimaculatus
- Nysson varelai
- Nysson variabilis